# Siegfried Kahlbaum
Siegfried Kahlbaum (ur. 28 listopada 1870 w Görlitz, zm. 2 października 1943 tamże) – niemiecki lekarz psychiatra, dyrektor zakładu psychiatrycznego w Görlitz, radca sanitarny.

## Życiorys
Syn psychiatry Karla Ludwiga Kahlbauma (1828–1899) i Elizabeth z domu Hecker. Uczęszczał do gimnazjum w Görlitz, po zdaniu egzaminu dojrzałości w 1890 roku studiował na Uniwersytecie w Würzburgu i Uniwersytecie Monachijskim, w 1895 roku został doktorem medycyny. Następnie był lekarzem wolontariuszem w klinice Adolfa Plettnera w Dreźnie. Od lipca do października 1896 pracował jako bezpłatny asystent w zakładzie psychiatrycznym Sonnenstein u Georga Ilberga. Od października 1896 do marca 1897 był wolontariuszem w szpitalu w Hamburgu-Eppendorfie u Theodora Rumpla. W kwietniu 1897 został asystentem we wrocławskiej klinice psychiatrycznej, kierowanej przez Carla Wernickego. Po śmierci ojca w 1899 roku objął prowadzenie zakładu psychiatrycznego w Görlitz. Był radcą sanitarnym. Autor kilkunastu publikacji psychiatrycznych. Od 1902 żonaty z Käthe Schmidt (1882–1970), rozwiedli się. Miał córkę Sophie (ur. 1905). Zmarł po kolejnym udarze mózgu, pochowany jest w grobie rodzinnym na cmentarzu w Görlitz (kwatera S-053).

## Wybrane prace
- Ueber einen Fall von Carcinoma ventriculi et peritonaei. München: Weiss′sche Buchdruckerei, 1896
- „Über heilpädagogische Methoden in der Behandlung Geisteskranker”. W: Bericht über den 4. Kongreß für Heilpädagogik. Springer, Berlin 1929
- Zweckmässigkeit der Errichtung von Sonderabteilungen für Nerven- und Geisteskranke unter Angliederung an Heilanstalten. Nornen-Verlag, 1927
- Beschäftigungstherapie in Anstalten bei Nerven- und Geisteskranken der gebildeten und besser situierten Kreise. Psychiatrisch-Neurologische Wochenschrift 30, s. 94–98, 1928
- Bericht über das Sanatorium Dr. Kahlbaum-Görlitz in den Jahren 1855 bis 1930. Psychiatrisch-Neurologische Wochenschrift 32 (28), s. 320–325, 1930
- Sanatorium Dr. Kahlbaum, Görlitz, in den Jahren 1855-1930. Görlitz, 1930